# Râul Tecuci
Râul Tecuci sau Râul Zlatcu este un curs de apă, afluent al râului Vedea.